# Super Seria 2005: Mohegan Sun
Super Seria 2005: Mohegan Sun Grand Prix – indywidualne, czwarte i ostatnie w 2005 r. zawody siłaczy z cyklu Super
Serii.
Data: 10 sierpnia 2005

Miejsce: Mohegan Sun Casino & Resort, Uncasville (stan Connecticut)  Stany Zjednoczone

WYNIKI ZAWODÓW:
| Miejsce | Zawodnik             | Kraj              | Punkty |
| ------- | -------------------- | ----------------- | ------ |
| 1.      | Mariusz Pudzianowski | Polska            | 54     |
| 2.      | Jessen Paulin        | Kanada            | 44,5   |
| 3.      | Don Pope             | Stany Zjednoczone | 43,5   |
| 4.      | Josh Thigpen         | Stany Zjednoczone | 39     |
| 5.      | Janne Virtanen       | Finlandia         | 36,5   |
| 6.      | Steve MacDonald      | Stany Zjednoczone | 25,5   |
| 7.      | Kevin Nee            | Stany Zjednoczone | 21     |
| 8.      | Carl Waitoa          | Nowa Zelandia     | 19     |
| 9.      | Chad Coy             | Stany Zjednoczone | 13,5   |
| 10.     | Dave Ostlund         | Stany Zjednoczone | 11     |
| 11.     | Odd Haugen           | Norwegia          | 9      |
| 12.     | Dominic Filiou       | Kanada            | 8,5    |

Czterech najlepszych zawodników zakwalifikowało się do indywidualnych Mistrzostw Świata Strongman 2005.